# Ejido la Purísima
Ejido la Purísima är ett samhälle (ejido) i Mexiko, tillhörande kommunen Ixtlahuaca i den västra delen av delstaten Mexiko. Orten hade 900 invånare vid folkräkningen 2010.